# Í
Í، í یا I اکسان اگو یکی از حروف الفبای فاروئی، مجاری، ایسلندی، چکی، اسلواکیایی و تاتاری است و در بیشتر این زبان‌ها نشان‌دهندهٔ واکهٔ بلند /i/ است. همچنین در زبان‌های اکسیتان، پرتغالی، اسپانیایی، گالیسی، لئونی، ناواخو، ایرلندی، کاتالان و ویتنامی به صورت متغیری از I وجود دارد.

## کاربردها
- در الفبای فاروئی Í یازدهمین حرف است و نشان‌دهندهٔ /ʊi/ است.
- Í شانزدهمین حرف الفبای مجاری، دوازدهمین حرف الفبای ایسلندی و شانزدهمین حرف چکی است و نشان‌دهندهٔ /iː/.
- این حرف چهاردهمین حرف الفبای تاتاری است و نشان‌دهندهٔ  /ɨɪ/.
- در الفبای ویتنامی و نیز پین‌یین این حرف نشان‌دهندهٔ نواخت فرازین بلند است.
- در پرتغالی و اسپانیایی Í حرف مستقلی نیست، در این زبان‌ها اکسان اگو بر روی i نشان‌دهندهٔ تنش می‌باشد.

## منبع
Wikipedia contributors, "Í," Wikipedia, The Free Encyclopedia, http://en.wikipedia.org/w/index.php?title=%C3%8D&oldid=608586500 (accessed July 9, 2014). 